# 마이클 풀머

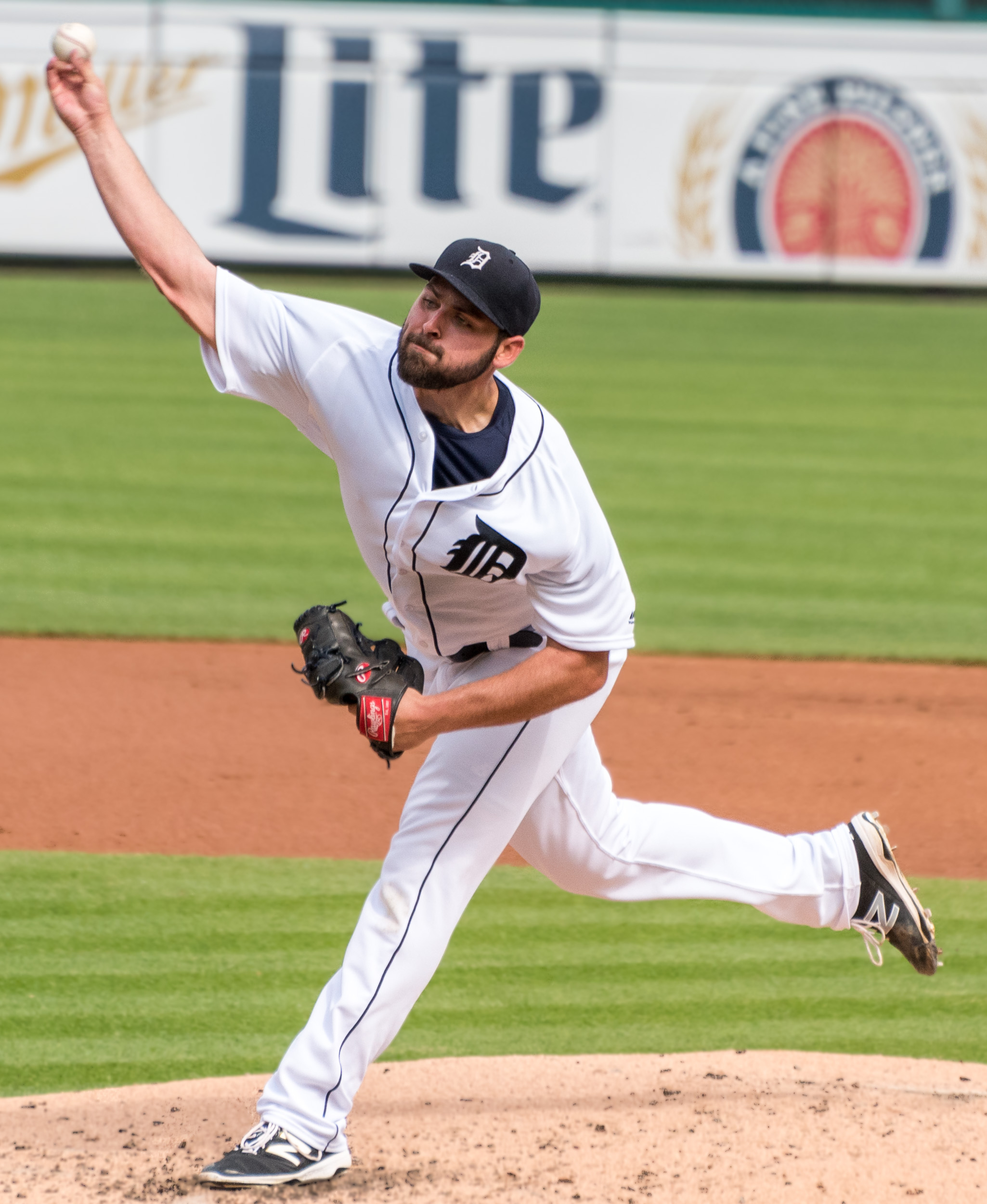
2016년 디트로이트 타이거스 소속의 풀머

마이클 조셉 풀머(Michael Joseph Fulmer, 1993년 3월 15일 ~ )는 미국의 프로 야구 투수로, 현재 시카고 컵스 소속이다. 이전에 메이저 리그 베이스볼(MLB)에서 디트로이트 타이거스, 미네소타 트윈스, 보스턴 레드삭스에서 뛰었다. 풀머는 2016년에 아메리칸 리그 올해의 신인상을 수상했으며, 2017년에는 올스타로 선정되었다.

## 경력

### 아마추어 경력
풀머는 에드먼드, 오클라호마주의 디어 크릭 고등학교를 다녔다. 시니어 시즌에는 10승 2패, 0.72의 평균자책점(ERA), 127 삼진을 기록했으며, 타율 0.436, 6개의 홈런을 기록했다. 풀머는 아칸소 레이저백스에서 대학 야구를 하기로 약속했다.

### 뉴욕 메츠
풀머는 뉴욕 메츠에 의해 2011년 메이저 리그 베이스볼 드래프트 1라운드에 지명되었다. 그 시즌에 루키 리그 걸프 코스트 메츠에서 프로 데뷔를 했으며, 4번의 등판(선발 3번)에서 0승 1패, 10.13 ERA, 10 삼진을 기록했다.
풀머는 2012년 새배너 샌드 그내츠에서 21경기에 선발 등판했다. 그 해 7승 6패, 2.74 ERA를 기록했으며, 108+1⁄3이닝 동안 101개의 삼진을 잡았다. 2013 시즌 이전에 풀머는 베이스볼 아메리카로부터 메츠의 7번째 유망주로 평가받았다. 부상으로 인해 루키 리그 걸프 코스트 메츠와 클래스 A 어드밴스드 세인트루시 메츠 사이에서 그 시즌 단 9경기만 뛰었다. 그 해 3.33 ERA와 3승 3패, 42개의 삼진을 기록하며 마쳤다. 풀머는 2014년을 세인트루시에서 시작하여 더블 A 빙엄턴 메츠에서 마쳤다. 20경기에 선발 등판하여 6승 11패, 4.38 ERA, 87개의 삼진을 기록했다.

### 디트로이트 타이거스
2015년 7월 31일, 메츠는 풀머와 루이스 세사를 디트로이트 타이거스로 트레이드하고 요에니스 세스페데스를 영입했다. 풀머는 2015년 8월 9일로 끝나는 주간에 이스턴 리그 이주의 투수로 선정되었다. 그 기간 동안 더블 A 이리 시울브스에서 두 경기에 선발 등판하여 2승 0패, 11개의 삼진, 0.00 ERA를 기록했다. 삼진(11)에서 리그 선두를 차지했으며, 승리(2)와 ERA(0.00)에서 공동 선두를 기록했다. 2015년 8월 28일, 풀머는 이스턴 리그 올해의 투수로 선정되었으며, 이스턴 리그 올스타팀의 선발 투수로 지명되었다. 풀머는 이리와 빙엄턴에서 22번의 선발 등판에서 10승 3패, 2.24 ERA, 125개의 삼진을 기록하며 시즌을 마쳤다. 타이거스는 시즌 후 그를 40인 로스터에 추가했다.

#### 2016년
2016년 3월 18일, 타이거스는 풀머를 트리플 A 톨레도 머드 헨스로 이관했다. 풀머는 4월 29일 미네소타 트윈스를 상대로 메이저 리그 데뷔전을 치렀다. 풀머는 데뷔전에서 5이닝 동안 2실점을 허용하고 4개의 삼진을 잡으며 타이거스의 9-2 승리를 이끌었다. 5월 21일, 풀머는 디트로이트의 코메리카 파크에서 첫 홈 선발 등판을 가졌고, 7이닝 동안 단 1실점만을 허용하고 11개의 삼진을 잡으며 탬파베이 레이스를 물리쳤다. 풀머는 1979년 팻 언더우드 이후 디트로이트 타이거스 신인 투수 중 한 경기에서 11개의 타자를 삼진 처리한 최초의 투수가 되었다. 6월 1일, 풀머는 로스앤젤레스 에인절스 오브 애너하임을 상대로 6+2⁄3이닝 동안 노히트 피칭을 이어가다가 7회에 C.J. 크론에게 2아웃 단타를 허용했다. 결국 7+2⁄3이닝 동안 2개의 안타를 허용하고 무실점을 기록했다. 6월 6일, 풀머는 토론토 블루제이스를 상대로 2개의 안타만을 허용하며 6이닝 무실점 투구를 했다. 풀머는 타이거스 역사상 3경기 연속으로 6이닝 이상을 무실점 투구하고 3개 이하의 안타를 허용한 최초의 투수가 되었다.

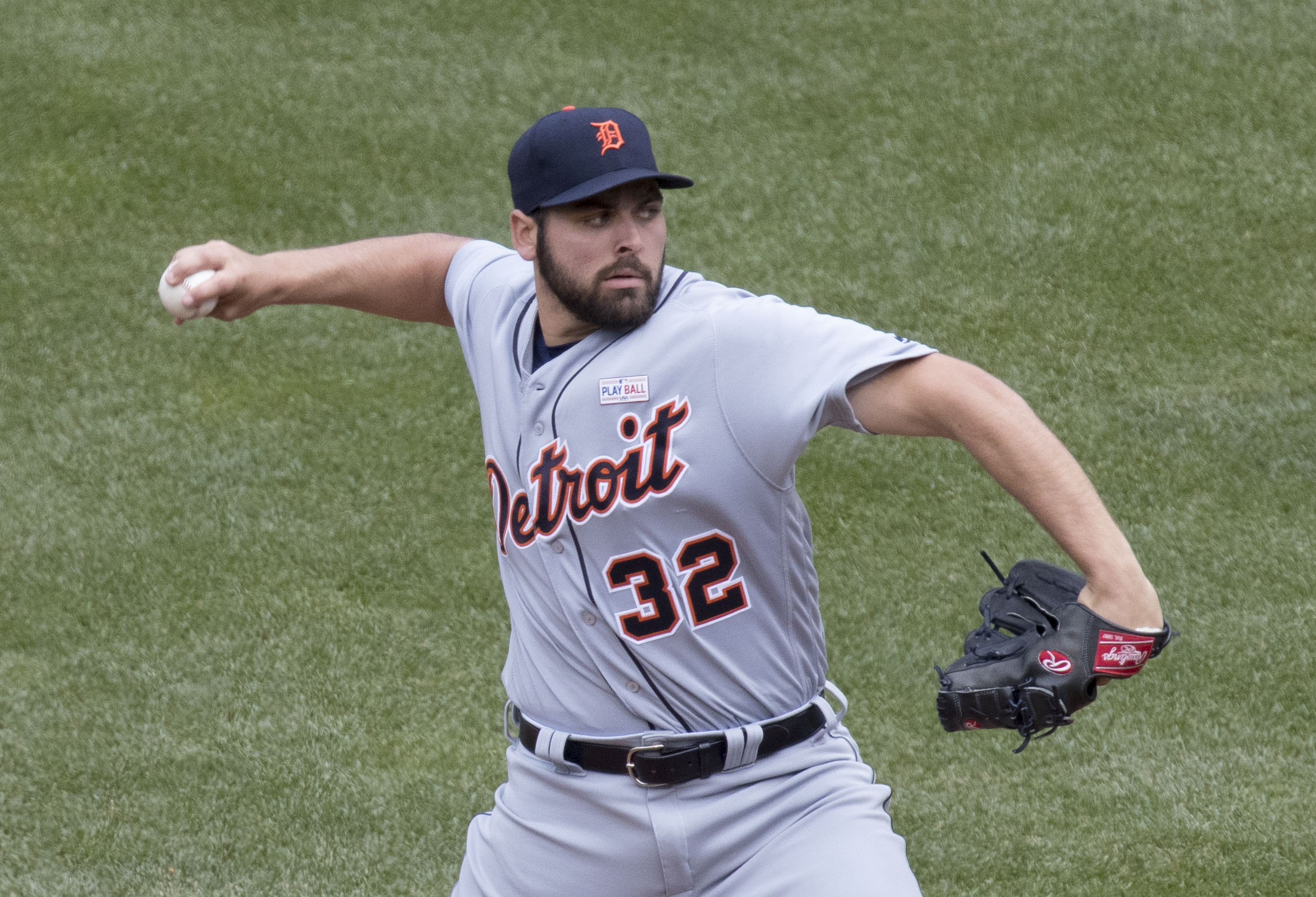
2016년 볼티모어 오리올스를 상대로 투구하는 풀머.

6월 12일, 풀머는 뉴욕 양키스를 상대로 2개의 안타만을 허용하며 6이닝 무실점 투구를 했다. 풀머는 제이크 아리에타에 이어 메이저 리그 역사상 4경기 연속으로 6이닝 이상을 무실점 투구하고 3개 이하의 안타를 허용한 두 번째 투수가 되었다. 6월 17일, 풀머의 무실점 행진은 33+1⁄3이닝에서 끝났는데, 이는 1967년 존 힐러가 세운 282⁄3이닝 무실점이라는 타이거스 신인 기록을 넘어선 것이었다. 이것은 또한 1984년 오렐 허샤이저가 32이닝 무실점을 기록한 이후 야구에서 신인 투수가 기록한 가장 긴 연속 무실점 행진이었지만, 1981년 페르난도 발렌수엘라가 세운 신인 최장 기록인 35이닝 연속 무실점에는 미치지 못했다. 7월 1일, 풀머는 탬파베이 레이스를 상대로 7이닝 무실점 투구를 하며 2개의 안타만을 허용하고 10개의 삼진을 잡았다. 풀머는 1913년 이후 타이거스 투수 중 8경기 연속으로 1실점 이하를 허용한 최초의 투수가 되었다.
8월 14일, 풀머는 텍사스 레인저스를 상대로 첫 메이저 리그 완투와 첫 완봉승을 기록했다. 2016 시즌을 11승 7패, 3.06 ERA, 1.12 WHIP, 159이닝 동안 132개의 삼진을 기록하며 마쳤다. 모든 메이저 리그 투수 중 가장 낮은 잔루율인 65.6%를 기록했다.
시즌이 끝난 후, 풀머는 선수 패널의 투표를 통해 스포팅 뉴스 AL 올해의 신인으로 선정되었으며, 타일러 내퀸과 가리 산체스를 제치고 메이저 리그 베이스볼 선수 협회 플레이어스 초이스 어워드 AL 뛰어난 신인으로 선정되었다. 풀머는 또한 미국야구기자협회 AL 올해의 신인상을 수상했으며, 30표 중 26표의 1위표를 받았다.

#### 2017년
2017 시즌 전반기 동안 풀머는 9승 6패, 3.19 ERA, 13 퀄리티 스타트를 기록하며 생애 첫 아메리칸 리그 올스타에 선정되었다. 8월 3일, 오른쪽 팔꿈치 척골 신경염으로 인해 10일 부상자 명단에 올랐다. MRI 결과 인대 손상은 없는 것으로 나타났다. 풀머는 8월 14일에 DL에서 복귀했다. 9월 11일, 풀머가 척골 신경 전위 수술을 받을 것이라고 발표되어 시즌이 종료되었다. 2017년을 10승 12패, 3.83 ERA, 1.15 WHIP, 164+2⁄3이닝 동안 114개의 삼진으로 마쳤다.

#### 2018년
2018년 올스타 브레이크 이전 3승 9패, 4.50 ERA를 기록한 후, 풀머는 7월 20일 왼쪽 옆구리 근육 염좌로 10일 부상자 명단에 올랐다. 9월 15일 클리블랜드 인디언스와의 시즌 마지막 선발 등판에서, 5개의 투구에서 2개의 홈런을 허용한 후 아웃 하나 잡지 못하고 경기를 떠났다. 9월 20일, 풀머는 오른쪽 무릎 반월상 연골 파열 수술을 받았다. 2018 시즌을 3승 12패, 4.69 ERA, 1.31 WHIP, 132+1⁄3이닝 동안 110개의 삼진으로 마쳤다. 그의 ERA, WHIP, 그리고 9이닝당 허용 안타(8.7)는 모두 커리어 하이였다.

#### 2019년
2019년 2월 15일, 타이거스는 연봉 조정 청문회 후 풀머와 1년, 280만 달러 계약을 체결했다. 3월 19일, 타이거스는 풀머가 불펜 세션 중 팔꿈치 통증을 겪은 후 시즌 종료 토미 존 수술을 권유했다고 발표했다. 3월 20일, 풀머는 토미 존 수술을 받을 것이며 2019 시즌 전체를 결장할 것이라고 밝혔다.

#### 2020년
2020년 1월 6일, 타이거스는 중재를 피하기 위해 풀머와 1년, 280만 달러 계약을 체결했다. 풀머는 2020 시즌 타이거스의 지연된(7월) 스프링 트레이닝에 완전하게 참여할 수 있도록 의학적으로 승인되었다. 풀머는 7월 23일 타이거스의 개막전 로스터에 이름을 올렸다. 더 많은 투구 수를 쌓기 전까지 선발당 약 3이닝을 던지는 "오프너" 역할을 수행했다. 2020년 디트로이트 타이거스에서 풀머는 10경기에 출전하여 27+2⁄3이닝 동안 0승 2패, 8.78 ERA, 20개의 삼진을 기록했다.

#### 2021년
2021년 1월 12일, 타이거스와 풀머는 중재를 피하기 위해 1년, 310만 달러 계약에 합의했다. 3월 26일, 타이거스 감독 A. J. 힌치는 풀머가 2021 시즌을 불펜에서 시작할 것이라고 발표했다. 훌리오 테헤란의 부상 후, 풀머는 선발 로테이션으로 다시 돌아왔다. 4월 14일 첫 2021년 선발 등판에서 5이닝 동안 2실점 3안타를 허용하며 타이거스가 휴스턴 애스트로스를 6-4로 물리치는 데 기여하여 승리 투수가 되었다. 풀머는 곧 불펜으로 돌아갔고, 5월 6일 보스턴 레드삭스를 상대로 연장전 승리에서 생애 첫 세이브를 기록했다. 2021년 전체적으로 풀머는 52경기에 출전(48경기는 구원 등판)하여 5승 6패, 2.97 ERA, 14세이브, 21경기 마무리, 69+2⁄3이닝 동안 73개의 삼진을 기록했다.

#### 2022년
2022년 3월 22일, 풀머는 타이거스와 1년, 495만 달러 계약을 체결하며 중재를 피했다.

### 미네소타 트윈스
2022년 8월 2일, 풀머는 투수 소여 깁슨-롱과 트레이드되어 미네소타 트윈스로 이적했다. 미네소타에서 시즌 막판 26경기에 출전하여 2승 2패, 3.70 ERA, 24+1⁄3이닝 동안 22개의 삼진을 기록했다.

### 시카고 컵스
2023년 2월 20일, 풀머는 시카고 컵스와 1년, 400만 달러 계약을 체결했다. 시카고에서 58경기에 출전한 풀머는 3승 5패, 4.42 ERA, 57이닝 동안 65개의 삼진과 2개의 세이브를 기록했다. 10월 19일 시즌이 끝난 후, 풀머가 UCL 재수술을 받았으며 그 결과 2024 시즌 전체를 결장할 가능성이 높다고 발표되었다. 2023 시즌 후 자유 계약 선수가 되었다.

### 보스턴 레드삭스
2024년 2월 8일, 풀머는 보스턴 레드삭스와 2년 마이너 리그 계약을 체결했다.
풀머는 2025년에 트리플 A 우스터 레드삭스에서 시즌을 시작하며 복귀했다. 2025년 4월 13일, 보스턴은 풀머의 계약을 선택하여 그를 액티브 로스터에 추가했다. 다음 날 레드삭스 데뷔전을 치렀고, 탬파베이 레이스를 상대로 2+2⁄3이닝 동안 3실점을 허용했다. 풀머는 4월 18일 보스턴에 의해 지명 할당되었다. 4월 20일 웨이버를 통과한 후 자유 계약을 선택했다.

### 시카고 컵스 (두 번째 계약)
2025년 4월 23일, 풀머는 시카고 컵스와 마이너 리그 계약을 체결했다.

## 투구 스타일
풀머는 평균 94–97 MPH (최고 99 MPH)의 강한 포심과 투심 속구를 던진다. 그의 오프스피드 피치는 88–93 MPH (최고 95 MPH) 범위의 슬라이더와 평균 85–88 MPH (최고 91 MPH)의 체인지업을 포함한다. 메이저 리그 첫 4번의 선발 등판에서 6.52 ERA로 고전한 후, 풀머는 체인지업을 더 많이 던지기 위해 노력했다. 이는 2016 시즌 남은 기간 동안 매우 효과적인 구종이 되었으며, 상대 타자들은 이 구종에 대해 단 0.167의 타율을 기록했다. 2017년에는 고등학교 시절에 던졌던 평균 77-80 MPH의 너클 커브를 던지기 시작했다. 2021년, 풀머는 슬라이더에 속도를 더하기 시작하여 평균 91 MPH로 던졌다.

## 개인 생활
풀머는 2016년 1월 여자친구 켈시 마일스와 결혼했다. 오프 시즌 동안 배관공 보조로 일한다.